# Dálmine Siderca
Dálmine Siderca es una empresa establecida en Campana (Provincia de Buenos Aires, Argentina) propiedad del grupo económico Techint y a su vez integrante de la alianza comercial Tenaris-Siderca.

## Historia
En 1954 Agostino Rocca, quien en 1946 había creado Techint Argentina, fundó Dálmine en la ciudad de Campana. Fue la primera fábrica de tubos de acero sin costura de América del Sur. Poco tiempo después, Techint instaló una acería en el mismo lugar y el complejo adoptó el nombre Dálmine-Siderca.
En 1968 Siderca puso en operaciones una máquina de colada continua que fue la segunda en instalarse en América Latina.
En 1976 entró en actividad una planta de reducción directa del mineral de hierro haciendo de Dálmine Siderca una planta totalmente integrada. En 1977 Dálmine Siderca instaló el primer laminador continuo del mundo alimentado con barras redondas y en 1978 construyó el puerto fluvial de Siderca, sobre el Río Paraná, en Campana.
En 1986 Siderca aumentó su capacidad de tubos sin costura y adquiere Siat, empresa productora de tubos con costura de Argentina fundado en 1948.
En 1993 Siderca tomó el control de la empresa Tamsa de México. Un año después, junto a Dálmine-Italia se realizó la alianza DST (Dálmine-Siderca-Tamsa). En 2000 se sumaron a DST las empresas NKK, Algoma, Tavsa y Confab, de Japón, Canadá, Venezuela y Brasil, respectivamente.
En 1998 la empresa recibió el Premio Konex por su sustentabilidad y crecimiento a lo largo de la última década.
En 2001 las ocho empresas crearon la alianza comercial y productiva Tenaris. Paolo Rocca de Techint fue elegido CEO del grupo: Siderca (Argentina), Dálmine (Italia), Algoma Tubes (Canadá), NKK (Japón), Confab (Brasil), Siat (Argentina), Silcotub (Rumania), TAMSA (México), TAVSA (Venezuela).
En 2006 el grupo adquirió una novena empresa, la Acerera Maverick en Estados Unidos.

### Rol en el terrorismo de Estado
Antes del golpe de Estado en Argentina de 1976, la empresa empleaba a más de 5000 trabajadores, representados por la Unión de Obreros Metalúrgicos (UOM). El 24 de marzo de 1976 se instaló en la puerta de Siderca, personal del Ejército con un listado de obreros “indeseables” proporcionados por la empresa. Los detenidos fueron alojados en el Tiro Federal de Campana, contiguo a la fábrica, que se comunicaba con el predio por una puerta.Sin embargo, ya antes de esta fecha había habido trabajadores de Dálmine-Siderca víctimas del terrorismo de Estado.